# Васар (Мичиген)
Васар (енгл. Vassar) град је у америчкој савезној држави Мичиген. По попису становништва из 2010. у њему је живело 2.697 становника.

## Демографија
Према попису становништва из 2010. у граду је живело 2.697 становника, што је 126 (4,5%) становника мање него 2000. године.
| Група             | 2000.         | 2010.         |
| Белци             | 2.457 (87,0%) | 2.309 (85,6%) |
| Афроамериканци    | 233 (8,3%)    | 237 (8,8%)    |
| Азијати           | 6 (0,2%)      | 4 (0,1%)      |
| Хиспаноамериканци | 83 (2,9%)     | 80 (3,0%)     |
| Укупно            | 2.823         | 2.697         |